# Japón en la Copa Mundial de Fútbol de 1998
La selección de Japón fue una de las 32 selecciones que participó en la Copa Mundial de Fútbol de 1998. Este fue su debut absoluto en mundiales.

## Clasificación

### Primera ronda
| Equipo | Pts | PJ | PG | PE | PP | GF | GC | DG  |
| ------ | --- | -- | -- | -- | -- | -- | -- | --- |
| Japón  | 16  | 6  | 5  | 1  | 0  | 31 | 1  | +30 |
| Omán   | 13  | 6  | 4  | 1  | 1  | 14 | 2  | +12 |
| Macao  | 4   | 6  | 1  | 1  | 4  | 3  | 28 | -25 |
| Nepal  | 1   | 6  | 0  | 1  | 5  | 2  | 19 | -17 |

| Fecha               | Lugar   | Local | Resultado  | Visitante |
| ------------------- | ------- | ----- | ---------- | --------- |
| 23 de marzo de 1997 | Mascate | Omán  | 0:1 (0:1)  | Japón     |
| 25 de marzo de 1997 | Mascate | Macao | 0:10 (0:3) | Japón     |
| 27 de marzo de 1997 | Mascate | Nepal | 0:6 (0:1)  | Japón     |
| 22 de junio de 1997 | Tokio   | Japón | 10:0 (6:0) | Macao     |
| 25 de junio de 1997 | Tokio   | Japón | 3:0 (1:0)  | Nepal     |
| 28 de junio de 1997 | Tokio   | Japón | 1:1 (1:0)  | Omán      |

### Ronda final
| Equipo                 | Pts | PJ | PG | PE | PP | GF | GC | DG  |
| ---------------------- | --- | -- | -- | -- | -- | -- | -- | --- |
| Corea del Sur          | 19  | 8  | 6  | 1  | 1  | 19 | 7  | +12 |
| Japón                  | 13  | 8  | 3  | 4  | 1  | 17 | 9  | +8  |
| Emiratos Árabes Unidos | 9   | 8  | 2  | 3  | 3  | 9  | 12 | -3  |
| Uzbekistán             | 6   | 8  | 1  | 3  | 4  | 13 | 18 | -5  |
| Kazajistán             | 6   | 8  | 1  | 3  | 4  | 7  | 19 | -12 |

| Fecha                    | Lugar    | Local                  | Resultado | Visitante              |
| ------------------------ | -------- | ---------------------- | --------- | ---------------------- |
| 7 de septiembre de 1997  | Tokio    | Japón                  | 6:3 (4:0) | Uzbekistán             |
| 19 de septiembre de 1997 | Abu Dabi | Emiratos Árabes Unidos | 0:0       | Japón                  |
| 28 de septiembre de 1997 | Tokio    | Japón                  | 1:2 (0:0) | Corea del Sur          |
| 4 de octubre de 1997     | Almatý   | Kazajistán             | 1:1 (0:1) | Japón                  |
| 11 de octubre de 1997    | Taskent  | Uzbekistán             | 1:1 (1:0) | Japón                  |
| 26 de octubre de 1997    | Tokio    | Japón                  | 1:1 (1:1) | Emiratos Árabes Unidos |
| 1 de noviembre de 1997   | Seúl     | Corea del Sur          | 0:2 (0:2) | Japón                  |
| 8 de noviembre de 1997   | Tokio    | Japón                  | 5:1 (3:0) | Kazajistán             |

### Repesca
- La repesca se disputó a un solo partido en una sede neutral.
- Durante la prórroga se utilizó la regla del gol de oro.

| 16 de noviembre de 1997, 21:00 (UTC+8) | Irán                 | 2:3 (2:2, 0:1) (t. s.) | Japón                              | Estadio Larkin, Johor Bahru, Malasia                         |                                                              |
|                                        | Azizi 46' · Daei 58' | Reporte                | Nakayama 39' · Jō 75' · Okano 118' | Asistencia: 22.000 espectadores Árbitro(s): Manuel Díaz Vega | Asistencia: 22.000 espectadores Árbitro(s): Manuel Díaz Vega |

### Goleadores
| Goles | Futbolistas                                                                |
| ----- | -------------------------------------------------------------------------- |
| 14    | Kazuyoshi Miura                                                            |
| 7     | Takuya Takagi                                                              |
| 5     | Hidetoshi Nakata                                                           |
| 3     | Yutaka Akita, Wagner Lopes, Hiroaki Morishima, Hiroshi Nanami              |
| 2     | Shōji Jō, Masashi Nakayama, Akinori Nishizawa, Norio Omura                 |
| 1     | Yasuto Honda, Masami Ihara, Masayuki Okano, Naoki Sōma, Motohiro Yamaguchi |

## Lista de jugadores
Entrenador:  Takeshi Okada
| No. | Pos. | Jugador              | Fecha de nacimiento (edad)         | Apa. | Club                 |
| --- | ---- | -------------------- | ---------------------------------- | ---- | -------------------- |
| 1   | POR  | Nobuyuki Kojima      | 17 de enero de 1966 (32 años)      | 5    | Bellmare Hiratsuka   |
| 2   | DEF  | Akira Narahashi      | 26 de noviembre de 1971 (26 años)  | 29   | Kashima Antlers      |
| 3   | DEF  | Naoki Sōma           | 19 de julio de 1971 (26 años)      | 50   | Kashima Antlers      |
| 4   | DEF  | Masami Ihara         | 18 de septiembre de 1967 (30 años) | 116  | Yokohama Marinos     |
| 5   | DEF  | Norio Omura          | 6 de septiembre de 1969 (28 años)  | 31   | Yokohama Marinos     |
| 6   | MED  | Motohiro Yamaguchi   | 29 de enero de 1969 (29 años)      | 56   | Yokohama Flügels     |
| 7   | MED  | Teruyoshi Itō        | 31 de agosto de 1974 (23 años)     | 2    | Shimizu S-Pulse      |
| 8   | MED  | Hidetoshi Nakata     | 22 de enero de 1977 (21 años)      | 21   | Bellmare Hiratsuka   |
| 9   | DEL  | Masashi Nakayama     | 23 de septiembre de 1967 (30 años) | 27   | Júbilo Iwata         |
| 10  | MED  | Hiroshi Nanami       | 28 de noviembre de 1972 (25 años)  | 44   | Júbilo Iwata         |
| 11  | MED  | Shinji Ono           | 27 de septiembre de 1979 (18 años) | 2    | Urawa Red Diamonds   |
| 12  | DEL  | Wagner Lopes         | 29 de enero de 1969 (29 años)      | 10   | Bellmare Hiratsuka   |
| 13  | DEF  | Toshihiro Hattori    | 23 de septiembre de 1973 (24 años) | 6    | Júbilo Iwata         |
| 14  | DEL  | Masayuki Okano       | 25 de julio de 1972 (25 años)      | 25   | Urawa Red Diamonds   |
| 15  | MED  | Hiroaki Morishima    | 30 de abril de 1972 (26 años)      | 36   | Cerezo Osaka         |
| 16  | DEF  | Toshihide Saitō      | 20 de abril de 1973 (25 años)      | 14   | Shimizu S-Pulse      |
| 17  | DEF  | Yutaka Akita         | 6 de agosto de 1970 (27 años)      | 27   | Kashima Antlers      |
| 18  | DEL  | Shōji Jō             | 17 de junio de 1975 (22 años)      | 24   | Yokohama Marinos     |
| 19  | DEF  | Eisuke Nakanishi     | 23 de junio de 1973 (24 años)      | 7    | JEF United Ichihara  |
| 20  | POR  | Yoshikatsu Kawaguchi | 15 de agosto de 1975 (22 años)     | 27   | Yokohama Marinos     |
| 21  | POR  | Seigō Narazaki       | 15 de abril de 1976 (22 años)      | 2    | Yokohama Flügels     |
| 22  | MED  | Takashi Hirano       | 15 de julio de 1974 (23 años)      | 10   | Nagoya Grampus Eight |

## Participación

### Grupo H
| Equipo    | Pts | PJ | PG | PE | PP | GF | GC | DG |
| --------- | --- | -- | -- | -- | -- | -- | -- | -- |
| Argentina | 9   | 3  | 3  | 0  | 0  | 7  | 0  | +7 |
| Croacia   | 6   | 3  | 2  | 0  | 1  | 4  | 2  | +2 |
| Jamaica   | 3   | 3  | 1  | 0  | 2  | 3  | 9  | -6 |
| Japón     | 0   | 3  | 0  | 0  | 3  | 1  | 4  | -3 |

#### Argentina vs. Japón
| 14 de junio de 1998, 14:30 (UTC+2) | Argentina     | 1:0 (1:0) | Japón | Stade Municipal, Toulouse                                      |                                                                |
|                                    | Batistuta 28' | Reporte   |       | Asistencia: 33.500 espectadores Árbitro(s): Mario van der Ende | Asistencia: 33.500 espectadores Árbitro(s): Mario van der Ende |

| Argentina | Japón |

|                   |    |                      |  |     |
|                   |    |                      |  |     |
| POR               | 1  | Carlos Roa           |  |     |
| DEF               | 2  | Roberto Ayala        |  |     |
| DEF               | 6  | Roberto Sensini      |  | 72' |
| DEF               | 14 | Nelson Vivas         |  |     |
| DEF               | 22 | Javier Zanetti       |  |     |
| MED               | 5  | Matías Almeyda       |  |     |
| MED               | 8  | Diego Simeone        |  |     |
| MED               | 10 | Ariel Ortega         |  |     |
| MED               | 11 | Juan Sebastián Verón |  |     |
| DEL               | 7  | Claudio López        |  | 61' |
| DEL               | 9  | Gabriel Batistuta    |  |     |
| Suplentes:        |    |                      |  |     |
| POR               | 12 | Germán Burgos        |  |     |
| POR               | 17 | Pablo Cavallero      |  |     |
| DEF               | 3  | José Chamot          |  | 72' |
| DEF               | 4  | Mauricio Pineda      |  |     |
| DEF               | 13 | Pablo Paz            |  |     |
| MED               | 15 | Leonardo Astrada     |  |     |
| MED               | 16 | Sergio Berti         |  |     |
| MED               | 20 | Marcelo Gallardo     |  |     |
| DEL               | 18 | Abel Balbo           |  | 61' |
| DEL               | 19 | Hernán Crespo        |  |     |
| DEL               | 21 | Marcelo Delgado      |  |     |
| Entrenador:       |    |                      |  |     |
| Daniel Passarella |    |                      |  |     |

|               |    |                      |       |     |
|               |    |                      |       |     |
| POR           | 20 | Yoshikatsu Kawaguchi |       |     |
| DEF           | 2  | Akira Narahashi      |       |     |
| DEF           | 3  | Naoki Sōma           |       | 84' |
| DEF           | 4  | Masami Ihara         | 26'   |     |
| DEF           | 17 | Yutaka Akita         |       |     |
| DEF           | 19 | Eisuke Nakanishi     | 67'   |     |
| MED           | 6  | Motohiro Yamaguchi   |       |     |
| MED           | 8  | Hidetoshi Nakata     |       |     |
| MED           | 10 | Hiroshi Nanami       |       |     |
| DEL           | 9  | Masashi Nakayama     |       | 65' |
| DEL           | 18 | Shōji Jō             |       |     |
| Suplentes:    |    |                      |       |     |
| POR           | 1  | Nobuyuki Kojima      |       |     |
| POR           | 21 | Seigō Narazaki       |       |     |
| DEF           | 5  | Norio Omura          |       |     |
| DEF           | 13 | Toshihiro Hattori    |       |     |
| DEF           | 16 | Toshihide Saitō      |       |     |
| MED           | 7  | Teruyoshi Itō        |       |     |
| MED           | 11 | Shinji Ono           |       |     |
| MED           | 15 | Hiroaki Morishima    |       |     |
| MED           | 22 | Takashi Hirano       | 90+2' | 84' |
| DEL           | 12 | Wagner Lopes         |       | 65' |
| DEL           | 14 | Masayuki Okano       |       |     |
| Entrenador:   |    |                      |       |     |
| Takeshi Okada |    |                      |       |     |

| Árbitros asistentes: Marc van den Broeck Eddie Foley Cuarto árbitro: Ryszard Wójcik | Reglas del partido - 90 minutos. - Once suplentes convocados. - Máximo de tres sustituciones. |

#### Japón vs. Croacia
| 20 de junio de 1998, 14:30 (UTC+2) | Japón | 0:1 (0:0) | Croacia   | Stade de la Beaujoire, Nantes                              |                                                            |
|                                    |       | Reporte   | Šuker 77' | Asistencia: 35.500 espectadores Árbitro(s): Ramesh Ramdhan | Asistencia: 35.500 espectadores Árbitro(s): Ramesh Ramdhan |

| Japón | Croacia |

|               |    |                      |     |     |
|               |    |                      |     |     |
| POR           | 20 | Yoshikatsu Kawaguchi |     |     |
| DEF           | 2  | Akira Narahashi      |     | 79' |
| DEF           | 3  | Naoki Sōma           |     |     |
| DEF           | 4  | Masami Ihara         |     |     |
| DEF           | 17 | Yutaka Akita         | 89' |     |
| DEF           | 19 | Eisuke Nakanishi     | 70' |     |
| MED           | 6  | Motohiro Yamaguchi   |     |     |
| MED           | 8  | Hidetoshi Nakata     |     |     |
| MED           | 10 | Hiroshi Nanami       | 41' | 84' |
| DEL           | 9  | Masashi Nakayama     |     | 61' |
| DEL           | 18 | Shōji Jō             |     |     |
| Suplentes:    |    |                      |     |     |
| POR           | 1  | Nobuyuki Kojima      |     |     |
| POR           | 21 | Seigō Narazaki       |     |     |
| DEF           | 5  | Norio Omura          |     |     |
| DEF           | 13 | Toshihiro Hattori    |     |     |
| DEF           | 16 | Toshihide Saitō      |     |     |
| MED           | 7  | Teruyoshi Itō        |     |     |
| MED           | 11 | Shinji Ono           |     |     |
| MED           | 15 | Hiroaki Morishima    |     | 79' |
| MED           | 22 | Takashi Hirano       |     |     |
| DEL           | 12 | Wagner Lopes         |     | 84' |
| DEL           | 14 | Masayuki Okano       |     | 61' |
| Entrenador:   |    |                      |     |     |
| Takeshi Okada |    |                      |     |     |

|                   |    |                   |     |       |
|                   |    |                   |     |       |
| POR               | 1  | Dražen Ladić      |     |       |
| DEF               | 4  | Igor Štimac       |     | 45+1' |
| DEF               | 6  | Slaven Bilić      |     |       |
| DEF               | 14 | Zvonimir Soldo    |     |       |
| DEF               | 20 | Dario Šimić       |     |       |
| MED               | 7  | Aljoša Asanović   |     |       |
| MED               | 8  | Robert Prosinečki | 26' | 67'   |
| MED               | 13 | Mario Stanić      | 83' | 88'   |
| MED               | 17 | Robert Jarni      |     |       |
| MED               | 21 | Krunoslav Jurčić  |     |       |
| DEL               | 9  | Davor Šuker       |     |       |
| Suplentes:        |    |                   |     |       |
| POR               | 12 | Marijan Mrmić     |     |       |
| POR               | 22 | Vladimir Vasilj   |     |       |
| DEF               | 5  | Goran Jurić       |     |       |
| DEF               | 15 | Igor Tudor        |     | 88'   |
| DEF               | 18 | Zoran Mamić       |     |       |
| MED               | 3  | Anthony Šerić     |     |       |
| MED               | 10 | Zvonimir Boban    |     |       |
| MED               | 11 | Silvio Marić      |     | 67'   |
| DEL               | 2  | Petar Krpan       |     |       |
| DEL               | 16 | Ardian Kozniku    |     |       |
| DEL               | 19 | Goran Vlaović     |     | 45+1' |
| Entrenador:       |    |                   |     |       |
| Miroslav Blažević |    |                   |     |       |

| Árbitros asistentes: Merere Gonzales Achmat Salie Cuarto árbitro: Günter Benkö | Reglas del partido - 90 minutos. - Once suplentes convocados. - Máximo de tres sustituciones. |

#### Japón vs. Jamaica
| 26 de junio de 1998, 16:00 (UTC+2) | Japón        | 1:2 (0:1) | Jamaica           | Stade Gerland, Lyon                                      |                                                          |
|                                    | Nakayama 74' | Reporte   | Whitmore 39', 54' | Asistencia: 39.100 espectadores Árbitro(s): Günter Benkö | Asistencia: 39.100 espectadores Árbitro(s): Günter Benkö |

| Japón | Jamaica |

|               |    |                      |    |     |
|               |    |                      |    |     |
| POR           | 20 | Yoshikatsu Kawaguchi |    |     |
| DEF           | 2  | Akira Narahashi      |    |     |
| DEF           | 3  | Naoki Sōma           |    |     |
| DEF           | 4  | Masami Ihara         |    |     |
| DEF           | 5  | Norio Omura          |    | 58' |
| DEF           | 17 | Yutaka Akita         |    |     |
| MED           | 6  | Motohiro Yamaguchi   | 4' |     |
| MED           | 8  | Hidetoshi Nakata     |    |     |
| MED           | 10 | Hiroshi Nanami       |    | 78' |
| DEL           | 9  | Masashi Nakayama     |    |     |
| DEL           | 18 | Shōji Jō             |    | 58' |
| Suplentes:    |    |                      |    |     |
| POR           | 1  | Nobuyuki Kojima      |    |     |
| POR           | 21 | Seigō Narazaki       |    |     |
| DEF           | 13 | Toshihiro Hattori    |    |     |
| DEF           | 16 | Toshihide Saitō      |    |     |
| DEF           | 19 | Eisuke Nakanishi     |    |     |
| MED           | 7  | Teruyoshi Itō        |    |     |
| MED           | 11 | Shinji Ono           |    | 78' |
| MED           | 15 | Hiroaki Morishima    |    |     |
| MED           | 22 | Takashi Hirano       |    | 58' |
| DEL           | 12 | Wagner Lopes         |    | 58' |
| DEL           | 14 | Masayuki Okano       |    |     |
| Entrenador:   |    |                      |    |     |
| Takeshi Okada |    |                      |    |     |

|             |    |                   |     |     |
|             |    |                   |     |     |
| POR         | 13 | Aaron Lawrence    |     |     |
| DEF         | 2  | Stephen Malcolm   | 78' |     |
| DEF         | 3  | Christopher Dawes | 88' |     |
| DEF         | 5  | Ian Goodison      |     |     |
| DEF         | 15 | Ricardo Gardner   |     |     |
| MED         | 17 | Onandi Lowe       |     |     |
| MED         | 19 | Frank Sinclair    |     |     |
| MED         | 6  | Fitzroy Simpson   |     | 89' |
| MED         | 11 | Theodore Whitmore |     |     |
| DEL         | 8  | Marcus Gayle      |     | 80' |
| DEL         | 22 | Paul Hall         |     | 72' |
| Suplentes:  |    |                   |     |     |
| POR         | 1  | Warren Barrett    |     |     |
| POR         | 14 | Donovan Ricketts  |     |     |
| DEF         | 4  | Linval Dixon      |     |     |
| DEF         | 12 | Dean Sewell       |     |     |
| DEF         | 21 | Durrent Brown     |     |     |
| MED         | 7  | Peter Cargill     |     |     |
| MED         | 9  | Andrew Williams   |     |     |
| MED         | 16 | Robert Earle      |     | 89' |
| MED         | 20 | Darryl Powell     |     |     |
| DEL         | 10 | Walter Boyd       |     | 72' |
| DEL         | 18 | Deon Burton       |     | 80' |
| Entrenador: |    |                   |     |     |
| René Simões |    |                   |     |     |

| Árbitros asistentes: Evzen Amler Dramane Dante Cuarto árbitro: Hugh Dallas | Reglas del partido - 90 minutos. - Once suplentes convocados. - Máximo de tres sustituciones. |